# Hemel op aarde
Hemel op aarde ist ein niederländischer Dramafilm unter der Regie von Pieter Kuijpers. Die Produktion hatte am 19. Dezember 2013 Premiere in den limburgischen Kinos und am 9. Januar 2014 in den übrigen Niederlanden. Der Soundtrack des Films wurde geschrieben und gespielt von Rowwen Hèze. Sie wurden veröffentlicht in dem Album Hemel op Aarde: De Liedjes und erschienen am 1. November 2013.

## Handlung
Bart Geraedts ist ein 13-jähriger Junge im niederländischen Limburg in den 1970er Jahren. Er und seine Mutter Gertie sind streng römisch-katholisch, sein Vater Wiel weniger. Von seinem Vater erhält er den alten Fernseher geschenkt. Zufällig sieht er damit eine Sexszene; erschrocken schaltet er auf ein anderes Programm, dann aber doch wieder zurück. Sein Vater findet es nicht so schlimm, dass er danach schaut, seine Mutter hingegen schon.
Eine ungewöhnliche belgische Familie zieht in ihr Dorf, deren Tochter Moniek Verheije, das älteste Kind und älter als Bart, krank ist. Bart verliebt sich in sie. Der jüngste, Peter, in Barts Alter, stiehlt und hat auch wenig Respekt vor der Kirche. Obwohl Bart dies verabscheut will er mit ihm befreundet sein, um mit Moniek in Kontakt zu kommen. Bart wird so hin- und hergerissen zwischen seiner Verliebtheit, sexuellen Erfahrungen mit Moniek, der Beteiligung an Spritztouren mit gestohlenen Autos und Diebstählen sowie dem Versuch ein gottgefälliges Leben zu führen. Er beichtet dem Pastor, (seinem Onkel Sef) den Geschlechtsverkehr und zu seinem Entsetzen erzählt er dieses seiner Mutter weiter. Beide finden es so unvorstellbar schlimm, dass sie es nicht glauben. Sie finden es schrecklich, dass er solche Fantasien hat.
Bart fragt Moniek, ob sie ihn heiraten will, wenn er 18 ist. Diese antwortet ihm, dass sie ihn nicht liebe.
Barts Vater wird entlassen, dadurch manisch-depressiv und feindlich der Kirche gegenüber. Moniek ist lebensgefährlich erkrankt, weshalb Bart mit ihr zu einem Wallfahrtsort nach Deutschland fährt, selbst ein Auto führend. Es geschieht aber kein Wunder und Bart beginnt an seinem Glauben zu zweifeln. Auch fühlt er sich schuldig für den Zustand von Moniek, wie für die Entlassung seines Vaters. Vielleicht sind das Strafen von Gott. Sie werden von der Polizei angehalten und heimgebracht.
Als Bart und Peter Barts selbstgebaute Kapelle im Wald besuchen, werden sie durch Alkoholgenuss unvorsichtig und die Kapelle gerät in Brand. Die Polizei rückt an und findet nun auch den aus der Kirche gestohlenen Kelch. Peter hatte diesen Diebstahl begangen, aber auch Bart nimmt die Schuld auf sich.
Als Moniek im Sterben liegt, wollen Gertie und Sef nicht das Bart sie noch besucht, aber Wiel nimmt sie mit zu ihr. Moniek beruhigt Bart, dass er keine Schuld an ihrem Tod habe. Sie habe einfach nur Pech.